# European Actuarial Journal
Das European Actuarial Journal ist eine halbjährlich erscheinende, begutachtete wissenschaftliche Fachzeitschrift mit thematischem Schwerpunkt Aktuarswissenschaften, die seit 2011 von der European Actuarial Journal Association im Verlag Springer Science+Business Media herausgegeben wird. Derzeitiger Chefredakteur ist Hansjörg Albrecher (Universität Lausanne), der dem 13-köpfigen Editorial Board vorsitzt. Diesem gehört auch der Gründungsherausgeber Christian Hipp an.
In der European Actuarial Journal Association sind verschiedene europäische Aktuarvereinigungen vertreten. Derzeit umfasst diese die folgenden zwölf nationalen Vereinigungen:
- Institut des Actuaires en Belgique/Instituut van Actuarissen in België (Belgien)
- Deutsche Aktuarvereinigung/Deutsche Gesellschaft für Versicherungs- und Finanzmathematik (Deutschland)
- Eesti Aktuaaride Liit (Estland)
- Institut des Actuaires (Frankreich)
- Istituto Italiano degli Attuari (Italien)
- Aktuarvereinigung Österreichs (Österreich)
- Polskie Stowarzyszenie Aktuariuszy (Polen)
- Instituto dos Actuários Portugueses (Portugal)
- Schweizerische Aktuarvereinigung (Schweiz)
- Slovensko aktuarsko društvo (Slowenien)
- Aktüerler Derneği (Türkei)
- Magyar Aktuárius Társaság (Ungarn)

Von den beiden deutschen Vertretern wird gemeinschaftlich der „EAJ Best Paper Award“ ausgelobt, der auch als „Gauss-Preis“ (Eigenschreibweise GAUSS-Preis) bezeichnet wird, und jährlich für die beste wissenschaftliche Veröffentlichung in der Zeitschrift vergeben wird. Zudem findet alle zwei Jahre die EAJ-Konferenz in einer Stadt im Einzugsbereich der verbundenen Aktuarvereinigungen statt.
Mit der Einführung des European Actuarial Journal 2015 wurden teilweise die jeweiligen nationalen wissenschaftlichen Periodika der einzelnen Aktuarvereinigungen eingestellt.